# Nikol Milanova
Nikol Milanova (10 agosto 2002) è una pallavolista bulgara, palleggiatrice dell'Istres.

## Carriera

### Club
La carriera di Nikol Milanova inizia nella stagione 2020-21 con il Marica, nella Superliga bulgara: vince sia la Coppa di Bulgaria che il campionato.
Nella stagione 2021-22 si trasferisce in Italia, alla Savino Del Bene, in Serie A1: tuttavia nel mese di dicembre si accasa alle ungheresi del Nyíregyháza, in Nemzeti Bajnokság I, con cui conclude l'annata.
Ritorna in Serie A1 per il campionato 2022-23 con la neopromossa Helvia Recina: a metà annata però va a giocare in Francia, all'Istres, in Ligue A.

### Nazionale
Nel 2020 viene convocata nella nazionale Under-19 bulgara.

## Palmarès

### Club
- Campionato bulgaro: 1

2020-21
- Coppa di Bulgaria: 1

2020-21